# 大家的祖国
大家的祖国（缩写为PPT）是委内瑞拉的一个左翼政党。该党成立于1997年，分裂自激进事业。该党的意识形态是民主社会主义、平等主义、国际主义。该党的总部位于加拉加斯。该党是人民革命替代（部分派系）、西蒙·玻利瓦尔大爱国极点（部分派系）和圣保罗论坛的成员。